# Clasificación para el Campeonato Sub-20 de la Concacaf de 2015
En esta edición de eliminatorias para el XXV Campeonato Sub-20 de la Concacaf de 2015 a celebrarse en Jamaica en el 2015 donde ya están clasificados el anfitrión Jamaica, además de las 3 selecciones Canadá, Estados Unidos y México esta eliminatoria determinará a Centroamérica cuatro plazas y el Caribe cuatro plazas.

## CFU
El torneo fue organizado por la Unión Caribeña de Fútbol (CFU).

### Primera ronda

#### Grupo 1
Los partidos se jugaron en Cuba.
| País                         | J | G | E | P | GF | GC | GD | Pts |
| ---------------------------- | - | - | - | - | -- | -- | -- | --- |
| Cuba                         | 3 | 1 | 2 | 0 | 6  | 4  | +2 | 5   |
| Martinica                    | 3 | 1 | 1 | 1 | 4  | 5  | -1 | 4   |
| Barbados                     | 3 | 0 | 3 | 0 | 3  | 3  | 0  | 3   |
| San Vicente y las Granadinas | 3 | 0 | 2 | 1 | 2  | 3  | -1 | 2   |

| 25 de junio de 2014 | Barbados  | 1–1     | Martinica  | Estadio Pedro Marrero, La Havana |                           |
|                     | Hunte 52' | Reporte | Sellaye 5' | Árbitro(s): Alain Georges        | Árbitro(s): Alain Georges |

| 25 de junio de 2014 | Cuba      | 1–1     | San Vicente y las Granadinas | Estadio Pedro Marrero, La Havana |                        |
|                     | López 46' | Reporte | Ledger 90+1'                 | Árbitro(s): John Pitti           | Árbitro(s): John Pitti |

| 27 de junio de 2014 | Martinica               | 2–1     | San Vicente y las Granadinas | Estadio Pedro Marrero, La Havana |                           |
|                     | Defrel 10' · Thimon 35' | Reporte | Solomon 80'                  | Árbitro(s): Ameth Sánchez        | Árbitro(s): Ameth Sánchez |

| 27 de junio de 2014 | Barbados             | 2–2     | Cuba            | Estadio Pedro Marrero, La Havana |                          |
|                     | Boyce 43' 55' (pen.) | Reporte | López 46' 90+2' | Árbitro(s): Dwight Royal         | Árbitro(s): Dwight Royal |

| 29 de junio de 2014 | San Vicente y las Granadinas | 0–0     | Barbados | Estadio Pedro Marrero, Havana |                          |
|                     |                              | Reporte |          | Árbitro(s): Dwight Royal      | Árbitro(s): Dwight Royal |

| 29 de junio de 2014 | Cuba                        | 3–1     | Martinica  | Estadio Pedro Marrero, La Havana |                        |
|                     | López 39' 61' · Rosales 85' | Reporte | Thimon 90' | Árbitro(s): John Pitti           | Árbitro(s): John Pitti |

#### Grupo 2
Los partidos se jugaron en República Dominicana.
| País                 | J | G | E | P | GF | GC | GD | Pts |
| -------------------- | - | - | - | - | -- | -- | -- | --- |
| República Dominicana | 3 | 2 | 0 | 1 | 3  | 3  | 0  | 6   |
| Antigua y Barbuda    | 3 | 1 | 1 | 1 | 3  | 1  | +2 | 4   |
| Bermudas             | 3 | 1 | 1 | 1 | 4  | 5  | -1 | 4   |
| Guadalupe            | 3 | 1 | 0 | 2 | 4  | 5  | -1 | 3   |

| 25 de junio de 2014 | Guadalupe                    | 3–4     | Bermudas                                | Estadio Panamericano, San Cristóbal |                           |
|                     | Malpon 16' 84' · Antoine 74' | Reporte | Ratteray-Smith 17' · Simons 40' 50' 65' | Árbitro(s): Allan Jacques           | Árbitro(s): Allan Jacques |

| 25 de junio de 2014 | República Dominicana | 0–3     | Antigua y Barbuda              | Estadio Panamericano, San Cristóbal |                             |
|                     |                      | Reporte | Harriete 15' 76' · Stevens 63' | Árbitro(s): Wilson Da Costa         | Árbitro(s): Wilson Da Costa |

| 27 de junio de 2014 | Antigua y Barbuda | 0–1     | Guadalupe    | Estadio Panamericano, San Cristóbal |                              |
|                     |                   | Reporte | Annerose 83' | Árbitro(s): Walner Laventure        | Árbitro(s): Walner Laventure |

| 27 de junio de 2014 | República Dominicana     | 2–0     | Bermudas | Estadio Panamericano, San Cristóbal |                             |
|                     | Feliz 7' · Quesada 90+4' | Reporte |          | Árbitro(s): Vivian Robinson         | Árbitro(s): Vivian Robinson |

| 29 de junio de 2014 | Bermudas | 0–0     | Antigua y Barbuda | Estadio Panamericano, San Cristóbal |                              |
|                     |          | Reporte |                   | Árbitro(s): Walner Laventure        | Árbitro(s): Walner Laventure |

| 29 de junio de 2014 | Guadalupe | 0-1     | República Dominicana | Estadio Panamericano, San Cristóbal |                             |
|                     |           | Reporte | Puello 39'           | Árbitro(s): Wilson Da Costa         | Árbitro(s): Wilson Da Costa |

#### Grupo 3
Los partidos se jugaron en Haití.
| País                  | J | G | E | P | GF | GC | GD  | Pts |
| --------------------- | - | - | - | - | -- | -- | --- | --- |
| Haití                 | 3 | 3 | 0 | 0 | 16 | 1  | +15 | 9   |
| Surinam               | 3 | 2 | 0 | 1 | 14 | 5  | +9  | 6   |
| Santa Lucía           | 3 | 1 | 0 | 2 | 20 | 10 | +10 | 3   |
| Islas Turcas y Caicos | 3 | 0 | 0 | 3 | 0  | 34 | -34 | 0   |

| 18 de julio de 2014 | Surinam                                                                      | 7–0     | Islas Turcas y Caicos | Stade Sylvio Cator, Port-au-Prince |                                 |
|                     | Faerber 20' 60' (pen.) 72' · Fer 31' · Asoman 48' · Slagveer 75' · Khoen 90' | Reporte |                       | Árbitro(s): Juan Carlos Hidalgo    | Árbitro(s): Juan Carlos Hidalgo |

| 18 de julio de 2014 | Haití                                                    | 4–0     | Santa Lucía | Stade Sylvio Cator, Port-au-Prince |                               |
|                     | Valerius 10' · Campoy 34' · St. Vil 36' · Cherenfant 43' | Reporte |             | Árbitro(s): William Anderson¡      | Árbitro(s): William Anderson¡ |

| 20 de julio de 2014 | Santa Lucía                         | 3-6     | Surinam                                                                  | Stade Sylvio Cator, Port-au-Prince |                              |
|                     | Goodman 5' · Joseph 65' · Meril 71' | Reporte | Faerber 7' 29' (pen.) · Asoman 36' · Khoen 47' · Fer 66' · Rozenblad 80' | Árbitro(s): William Anderson       | Árbitro(s): William Anderson |

| 20 de julio de 2014 | Islas Turcas y Caicos | 0–10    | Haití | Stade Sylvio Cator, Port-au-Prince |                                 |
|                     |                       | Reporte | Valerius 6' · Louima 10' · Herivaux 17' · Salvant 23' 31' · Joseph 36' 60' · St. Fort 47' · St. Jean 73' · Désiré 84' | Árbitro(s): Yadel Martínez Pupo    | Árbitro(s): Yadel Martínez Pupo |

| 22 de julio de 2014 | Santa Lucía | 17–0    | Islas Turcas y Caicos | Stade Sylvio Cator, Port-au-Prince |                                 |
|                     | Myers 4' · Meril 6' 7' 15' 27' 39' 55' 70' · Abraham 12' · Goodman 17' · Neptune 22' 33' 38' 54' 86' · Joseph 79' 81' | Reporte |                       | Árbitro(s): Yadel Martínez Pupo    | Árbitro(s): Yadel Martínez Pupo |

| 22 de julio de 2014 | Haití                   | 2–1     | Surinam   | Stade Sylvio Cator, Port-au-Prince |                            |
|                     | Joseph 10' · Campoy 58' | Reporte | Asoman 3' | Árbitro(s): Kevin Morrison         | Árbitro(s): Kevin Morrison |

#### Grupo 4
Los partidos se jugaron en Aruba.
| País     | J | G | E | P | GF | GC | GD | Pts |
| -------- | - | - | - | - | -- | -- | -- | --- |
| Aruba    | 2 | 2 | 0 | 0 | 2  | 0  | +2 | 6   |
| Granada  | 2 | 1 | 0 | 0 | 3  | 2  | +1 | 3   |
| Dominica | 2 | 0 | 0 | 2 | 1  | 4  | -3 | 0   |

| 18 de julio de 2014 | Dominica   | 1–3     | Granada                     | Complejo Guillermo Próspero Trinidad, Oranjestad |                           |
|                     | Soanes 88' | Reporte | Charles 43' 57' · Frank 85' | Árbitro(s): Trevor Taylor                        | Árbitro(s): Trevor Taylor |

| 20 de julio de 2014 | Granada | 0-1     | Aruba     | Complejo Guillermo Próspero Trinidad, Oranjestad |                        |
|                     |         | Reporte | Homoet 7' | Árbitro(s): Leo Clarke                           | Árbitro(s): Leo Clarke |

| 22 de julio de 2014 | Aruba      | 1–0     | Dominica | Complejo Guillermo Próspero Trinidad, Oranjestad |                        |
|                     | Homoet 42' | Reporte |          | Árbitro(s): Leo Clarke                           | Árbitro(s): Leo Clarke |

#### Grupo 5
Los partidos se jugaron en Curazao.
| País                   | J | G | E | P | GF | GC | GD  | Pts |
| ---------------------- | - | - | - | - | -- | -- | --- | --- |
| Curazao                | 3 | 2 | 0 | 1 | 12 | 1  | +11 | 6   |
| San Cristóbal y Nieves | 3 | 2 | 0 | 1 | 12 | 4  | +8  | 6   |
| Islas Caimán           | 3 | 2 | 0 | 1 | 7  | 5  | +2  | 6   |
| Anguila                | 3 | 0 | 0 | 3 | 0  | 21 | -21 | 0   |

| 30 de julio de 2014 | Anguila | 0–7     | San Cristóbal y Nieves                                                                  | Stadion Ergilio Hato, Willemstad |                               |
|                     |         | Reporte | T. Isaac 3' 62' · Saunders 12' · Nelson 23' (pen.) 47' (pen.) · Bertie 61' · Hanley 77' | Árbitro(s): Stanley Lancaster    | Árbitro(s): Stanley Lancaster |

| 30 de julio de 2014 | Curazao | 0–1     | Islas Caimán | Stadion Ergilio Hato, Willemstad |                             |
|                     |         | Reporte | Webb 45+1'   | Árbitro(s): Sherwin Johnson      | Árbitro(s): Sherwin Johnson |

| 1 de agosto de 2014 | San Cristóbal y Nieves                                                | 5–1     | Islas Caimán | Stadion Ergilio Hato, Willemstad |                              |
|                     | Barnes 15' · Z. Isaac 28' · Nelson 60' · Francis 83' · T. Isaac 90+3' | Reporte | Suberan 70'  | Árbitro(s): William Anderson     | Árbitro(s): William Anderson |

| 1 de agosto de 2014 | Anguila | 0-9     | Curazao                                                                                        | Stadion Ergilio Hato, Willemstad |                           |
|                     |         | Reporte | Fortin 9' · Stokkel 17' · Marselia 35' 42' 85' · Felomina 39' · Christina 41' · Martis 51' 88' | Árbitro(s): Sherwin Moore        | Árbitro(s): Sherwin Moore |

| 3 de agosto de 2014 | Islas Caimán                                                           | 5–0     | Anguila | Stadion Ergilio Hato, Willemstad |                              |
|                     | Connelly 10' · Suberan 43' · Wilson 65' · Webb 70' (pen.) · Nelson 83' | Reporte |         | Árbitro(s): William Anderson     | Árbitro(s): William Anderson |

| 3 de agosto de 2014 | Curazao                         | 3–0     | San Cristóbal y Nieves | Stadion Ergilio Hato, Willemstad |                               |
|                     | Albertus 58' · Marselia 65' 71' | Reporte |                        | Árbitro(s): Stanley Lancaster    | Árbitro(s): Stanley Lancaster |

### Ronda final
Los partidos se jugaron en Trinidad y Tobago. Antigua y Barbuda fue sustituido por San Cristóbal y Nieves (no hubo una explicación del cambio). Los dos mejores de cada grupo clasifican al campeonato de la región.

#### Grupo A
| País              | J | G | E | P | GF | GC | GD | Pts |
| ----------------- | - | - | - | - | -- | -- | -- | --- |
| Trinidad y Tobago | 3 | 2 | 1 | 0 | 7  | 2  | +5 | 7   |
| Cuba              | 3 | 1 | 1 | 1 | 2  | 2  | 0  | 4   |
| Curazao           | 3 | 1 | 0 | 2 | 3  | 7  | -4 | 3   |
| Surinam           | 3 | 1 | 0 | 2 | 4  | 5  | -1 | 3   |

| 12 de septiembre de 2014 | Curazao | 0–1     | Cuba       | Hasely Crawford Stadium, Port of Spain |                             |
|                          |         | Reporte | Saname 51' | Árbitro(s): Wilson Da Costa            | Árbitro(s): Wilson Da Costa |

| 12 de septiembre de 2014 | Trinidad y Tobago                 | 2–1     | Surinam    | Hasely Crawford Stadium, Port of Spain |                        |
|                          | Fortune 27' (pen.) · Mitchell 78' | Reporte | Faerber 5' | Árbitro(s): Leo Clarke                 | Árbitro(s): Leo Clarke |

| 14 de septiembre de 2014 | Cuba | 0–1     | Surinam       | Hasely Crawford Stadium, Port of Spain |                              |
|                          |      | Reporte | Faerber 45+1' | Árbitro(s): Walner Laventure           | Árbitro(s): Walner Laventure |

| 14 de septiembre de 2014 | Trinidad y Tobago                                  | 4–0     | Curazao | Hasely Crawford Stadium, Port of Spain |                          |
|                          | Mitchell 33' · Corbin 45' (pen.) 60' · Andrews 84' | Reporte |         | Árbitro(s): Kimbell Ward               | Árbitro(s): Kimbell Ward |

| 16 de septiembre de 2014 | Surinam                  | 2–3     | Curazao              | Hasely Crawford Stadium, Port of Spain |                             |
|                          | Faerber 15' · Grando 27' | Reporte | Marselia 22' 53' 80' | Árbitro(s): Wilson Da Costa            | Árbitro(s): Wilson Da Costa |

| 16 de septiembre de 2014 | Cuba      | 1–1     | Trinidad y Tobago | Hasely Crawford Stadium, Port of Spain |                        |
|                          | López 10' | Reporte | Trimmingham 88'   | Árbitro(s): Leo Clarke                 | Árbitro(s): Leo Clarke |

#### Grupo B
| País                   | J | G | E | P | GF | GC | GD | Pts |
| ---------------------- | - | - | - | - | -- | -- | -- | --- |
| Haití                  | 3 | 3 | 0 | 0 | 9  | 4  | +5 | 9   |
| Aruba                  | 3 | 2 | 0 | 1 | 5  | 4  | +1 | 6   |
| República Dominicana   | 3 | 1 | 0 | 2 | 5  | 5  | 0  | 3   |
| San Cristóbal y Nieves | 3 | 0 | 0 | 3 | 4  | 10 | -6 | 0   |

| 13 de septiembre de 2014 | Haití          | 2–1     | República Dominicana | Ato Boldon Stadium, Couva       |                                 |
|                          | Joseph 20' 36' | Reporte | Matos 68'            | Árbitro(s): Yadel Martínez Pupo | Árbitro(s): Yadel Martínez Pupo |

| 13 de septiembre de 2014 | San Cristóbal y Nieves | 1–2     | Aruba                        | Ato Boldon Stadium, Couva |                          |
|                          | Hanley 79'             | Reporte | Ruiz 33' (pen.) · Wernet 55' | Árbitro(s): Moeth Gaymes  | Árbitro(s): Moeth Gaymes |

| 15 de septiembre de 2014 | República Dominicana       | 3–1     | San Cristóbal y Nieves | Ato Boldon Stadium, Couva    |                              |
|                          | Feliz 33' 45' · Llanos 78' | Reporte | Mckoy 4'               | Árbitro(s): William Anderson | Árbitro(s): William Anderson |

| 15 de septiembre de 2014 | Aruba     | 1–2     | Haití                      | Ato Boldon Stadium, Couva    |                              |
|                          | Hodge 78' | Reporte | Fernander 14' · Campoy 20' | Árbitro(s): Johannes Dolaini | Árbitro(s): Johannes Dolaini |

| 17 de septiembre de 2014 | República Dominicana | 1–2     | Aruba                      | Ato Boldon Stadium, Couva |                          |
|                          | Jose Puello 10'      | Reporte | Wernet 83' · Geerman 90+2' | Árbitro(s): Moeth Gaymes  | Árbitro(s): Moeth Gaymes |

| 17 de septiembre de 2014 | San Cristóbal y Nieves | 2–5     | Haití                                              | Ato Boldon Stadium, Couva       |                                 |
|                          | Bertie 74' 46'         | Reporte | Cherenfant 4' 28' · Monpremier 7' · Désiré 17' 42' | Árbitro(s): Yadel Martínez Pupo | Árbitro(s): Yadel Martínez Pupo |

#### Tercer lugar
| 19 de septiembre de 2014 | Cuba                   | 2–1     | Aruba     | Hasely Crawford Stadium, Port of Spain |                        |
|                          | Saname 54' · López 88' | Reporte | Hodge 85' | Árbitro(s): Leo Clarke                 | Árbitro(s): Leo Clarke |

#### Final
| 19 de septiembre de 2014 | Trinidad y Tobago  | 3–0     | Haití | Hasely Crawford Stadium, Port of Spain |                                 |
|                          | Corbin 35' 82' 86' | Reporte |       | Árbitro(s): Yadel Martínez Pupo        | Árbitro(s): Yadel Martínez Pupo |

- Fuente:[3]

## UNCAF
La Eliminatoria Sub-20 de Centroamérica que clasificará a 4 selecciones para el Campeonato Sub-20 de 2015 se llevará a cabo del 17 de julio de 2014 hasta el 29 de julio en El Salvador. Los partidos fueron en dos escenarios el primero es el Estadio Cuscatlán en San Salvador; y el segundo es el Estadio Las Delicias en la ciudad de Santa Tecla. El formato será de todos contra todos y los cuatro mejores clasificarán.
| Pos. | Equipo          | Pts. | PJ | G | E | P | GF | GC | Dif. | Clasificación                                                   |
| ---- | --------------- | ---- | -- | - | - | - | -- | -- | ---- | --------------------------------------------------------------- |
| 1    | Panamá          | 15   | 6  | 5 | 0 | 1 | 18 | 7  | +11  | Campeonato Sub-20 de la Concacaf de 2015 y Juegos Panamericanos |
| 2    | El Salvador (H) | 11   | 6  | 3 | 2 | 1 | 18 | 6  | +12  | Campeonato Sub-20 de la Concacaf de 2015                        |
| 3    | Honduras        | 11   | 6  | 3 | 2 | 1 | 13 | 6  | +7   | Campeonato Sub-20 de la Concacaf de 2015                        |
| 4    | Guatemala       | 10   | 6  | 3 | 1 | 2 | 10 | 6  | +4   | Campeonato Sub-20 de la Concacaf de 2015                        |
| 5    | Costa Rica (E)  | 10   | 6  | 3 | 1 | 2 | 13 | 6  | +7   |                                                                 |
| 6    | Nicaragua (E)   | 3    | 6  | 1 | 0 | 5 | 6  | 21 | −15  |                                                                 |
| 7    | Belice (E)      | 0    | 6  | 0 | 0 | 6 | 0  | 23 | −23  |                                                                 |

 Fuente: UNCAF
Notas:
1. 1 2  Enfrentamiento directo: Guatemala 1-0 Costa Rica

### Partidos

#### Fecha 1
Descansa:  Nicaragua
| 17 de julio de 2014 | Guatemala | 1:0     | Costa Rica | Estadio Cuscatlán, San Salvador |  |
|                     | Palma 12' | Reporte |            |                                 |  |

| 17 de julio de 2014 | Honduras                           | 3:4     | Panamá                                                     | Estadio Cuscatlán, San Salvador |  |
|                     | Flores 16' · Elis 20' · Medina 85' | Reporte | Santos 6' (a.g.) · Hormecha 51' · Escobar 63' · Díaz 90+1' |                                 |  |

| 17 de julio de 2014 | El Salvador                                                                        | 6:0     | Belice | Estadio Cuscatlán, San Salvador |  |
|                     | Barahona 3' (pen.) · Domínguez 44' · Perez 62' · Hernández 78' 89' · Tamacas 90+2' | Reporte |        |                                 |  |

#### Fecha 2
Descansa:  Belice
| 19 de julio de 2014 | Panamá                                              | 5:0     | Nicaragua | Estadio Las Delicias, Santa Tecla |                             |
|                     | Hormecha 2' · Díaz 21' 43' · Small 32' · Barrow 74' | Reporte |           | Asistencia: 20 espectadores       | Asistencia: 20 espectadores |

| 19 de julio de 2014 | Honduras   | 1:1     | Costa Rica | Estadio Las Delicias, Santa Tecla |                                |
|                     | Flores 23' | Reporte | Burke 20'  | Asistencia: 1,000 espectadores    | Asistencia: 1,000 espectadores |

| 19 de julio de 2014 | El Salvador                                | 2:2     | Guatemala                       | Estadio Las Delicias, Santa Tecla |                                |
|                     | Barahona 63' (pen.) · Hernandez 78' (pen.) | Reporte | Palma 70' · Portillo 89' (pen.) | Asistencia: 4,500 espectadores    | Asistencia: 4,500 espectadores |

#### Fecha 3
Descansa:  Guatemala
| 21 de julio de 2014 | Belice | 0:4     | Nicaragua                                           | Estadio Cuscatlán, San Salvador |  |
|                     |        | Reporte | Serapio 6' · Smith 65' · Navarrett 74' · García 83' |                                 |  |

| 21 de julio de 2014 | Costa Rica                 | 2:3     | Panamá | Estadio Cuscatlán, San Salvador |  |
|                     | Cerdas 71' · Murillo 90+1' | Reporte |        |                                 |  |

| 21 de julio de 2014 | El Salvador | 0:0     | Honduras | Estadio Cuscatlán, San Salvador |  |
|                     |             | Reporte |          |                                 |  |

#### Fecha 4
Descansa:  El Salvador
| 23 de julio de 2014 | Belice | 0:2 | Panamá                    | Estadio Las Delicias, Santa Tecla |  |
|                     |        |     | Small 17' · Escobar 45+1' |                                   |  |

| 23 de julio de 2014 | Nicaragua | 0:2 | Costa Rica              | Estadio Las Delicias, Santa Tecla |  |
|                     |           |     | Cerdas 66' · Leal 90+1' |                                   |  |

| 23 de julio de 2014 | Guatemala | 0:1 | Honduras   | Estadio Las Delicias, Santa Tecla |  |
|                     |           |     | Lacayo 40' |                                   |  |

#### Fecha 5
Descansa:  Costa Rica
| 25 de julio de 2014 | Honduras                                                      | 5:0 | Belice | Estadio Cuscatlán, San Salvador |  |
|                     | Lacayo 42' · Álvarez 45' · Róchez 65' 74' (pen.) · Medina 71' |     |        |                                 |  |

| 25 de julio de 2014 | Panamá                                     | 3:0 | Guatemala | Estadio Cuscatlán, San Salvador |  |
|                     | Rodríguez 8' · Zorrilla 67' · Gonzalez 85' |     |           |                                 |  |

| 25 de julio de 2014 | El Salvador                                                                          | 7:1 | Nicaragua | Estadio Cuscatlán, San Salvador |  |
|                     | Perez 13' (pen.) · Pineda 28' 46' · Hernandez 34' 44' · Landaverde 71' · Ventura 78' |     | Ortiz 37' |                                 |  |

#### Fecha 6
Descansa:  Honduras
| 27 de julio de 2014 | Costa Rica                                             | 6:0 | Belice | Estadio Las Delicias, Santa Tecla |  |
|                     | Chirino 36' 85' 90+2' · Miranda 38' 61' · Gonzalez 47' |     |        |                                   |  |

| 27 de julio de 2014 | Nicaragua | 0:4 | Guatemala                                    | Estadio Las Delicias, Santa Tecla |  |
|                     |           |     | Ortiz 69' · Portillo 82' 85' · Aguilar 90+3' |                                   |  |

| 27 de julio de 2014 | El Salvador                | 2:1 | Panamá             | Estadio Las Delicias, Santa Tecla |                                |
|                     | Pineda 31' · Domínguez 82' |     | Tamacas 86' (a.g.) | Asistencia: 6,800 espectadores    | Asistencia: 6,800 espectadores |

#### Fecha 7
Descansa:  Panamá
| 29 de julio de 2014 | Guatemala                      | 3:0 | Belice | Estadio Cuscatlán, San Salvador |  |
|                     | Aguilar 26' · Portillo 36' 63' |     |        |                                 |  |

| 29 de julio de 2014 | Honduras                            | 3:1 | Nicaragua | Estadio Cuscatlán, San Salvador |  |
|                     | Róchez 4' · Lacayo 11' · Flores 54' |     | Ortiz 43' |                                 |  |

| 29 de julio de 2014 | El Salvador | 1:2 | Costa Rica                         | Estadio Cuscatlán, San Salvador |  |
|                     | Pineda 57'  |     | Villalobos 45' · Vargas 79' (pen.) |                                 |  |

## Clasificados alCampeonato Sub-20 de la Concacaf de 2015[7]
| Panamá | El Salvador | Honduras | Guatemala |
| ------ | ----------- | -------- | --------- |

| Predecesor: Clasificación 2013 | Campeonato Sub-20 de la Concacaf XXV edición | Sucesor: 2017 |